# Trypanosyllis prampramensis
Trypanosyllis prampramensis är en ringmaskart som beskrevs av Augener 1918. Trypanosyllis prampramensis ingår i släktet Trypanosyllis och familjen Syllidae. Inga underarter finns listade i Catalogue of Life.